# Далевиці
Далевиці (пол. Dalewice) — село в Польщі, у гміні Конюша Прошовицького повіту Малопольського воєводства.
Населення — 322 особи (2011).
У 1975-1998 роках село належало до Краківського воєводства.

## Демографія
Демографічна структура станом на 31 березня 2011 року:
|          | Загалом | Допрацездатний вік | Працездатний вік | Постпрацездатний вік |
| -------- | ------- | ------------------ | ---------------- | -------------------- |
| Чоловіки | 166     | 36                 | 109              | 21                   |
| Жінки    | 156     | 26                 | 88               | 42                   |
| Разом    | 322     | 62                 | 197              | 63                   |